# Li Jien
Li Jien o Li-chi-en es una ciudad del Gansu o Kansu en China cuyos rasgos étnicos de sus habitantes han dado motivo a la especulación de que hubiera sido una colonia de mercenarios romanos.
Esta ciudad, durante la dinastía Han, recibió el nombre de Li-chi-en, pero desde la dinastía manchú de los ming pasó a ser llamada Cha-Lai-Chai, solo desde hace unos 20 años ha vuelto a adquirir su antigua denominación.

## La teoría de la ascendencia romana
La primera curiosidad es que Li Jien (en pinyin) o Li-chi-en (en transcripción fonética al español) era el nombre que los chinos antiguos daban al Imperio romano, tal denominación china dada al Imperio romano en su conjunto deriva muy probablemente de una transliteración del idioma griego (alfabético) al chino (aún hoy prevalentemente ideográmico), aunque aquí los ideogramas chinos eran un recurso —por analogía fonética de la idea original que representaban— para intentar reproducir el nombre de la ciudad de Alejandría de Egipto. Tal ciudad del Mediterráneo durante el período helenístico pasó a ser uno de los grandes mercados-base de la Ruta de la Seda, tal función se incrementó al quedar incluida en el Imperio romano, de modo que muchas de las noticias que a China llegaban del Imperio romano llegaban como procedentes de Li-Chi-En (Alejandría), y de este modo es que los chinos llamaron a todo el Imperio romano: Li-Chi-En.
A los estudiosos contemporáneos les ha resultado curioso que en las fuentes chinas se mencionara una población dentro del Imperio chino, en la región del Gansú o Kansu, que llevara el nombre de Li-Chi-En. Un importante arqueólogo y paleógafo inglés Homer Dubs, catedrático de la Universidad de Oxford, tuvo acceso a antiguos escritos chinos pincelados sobre varillas de bambú en los cuales el célebre general chino Cheng Tan refería cómo había vencido a los Xiongnu que atacaban las entonces fronteras occidentales del Celeste Imperio (Imperio chino) en el año 60 a. C.
Lo que le llamó la atención al general chino fue encontrar un grupo de oponentes en una formación que describió como de "escama de pez" (agrupados como el testudo romano) y cuyo campamento -a diferencia de los pueblos nómades como los Xiongnu- se encontraba resguardado por un doble cerco de largas estacas que dificultaban las arremetidas de la caballería. Esto, sumado a datos etnográficos (en especial fisiotípicos) de la actual población china de Li Jien, los innegables aspectos caucásicos de la mayoría de los habitantes de dicha población, más el hallazgo de ruinas de una ciudadela que podía tener elementos estilísticos grecorromanos hizo que en 1957 Homer Dubs arriesgara la hipótesis según la cual, en efecto, Li-Chi-En o Li Jien se llamaba así porque había sido una ciudad del Imperio chino habitada por gente procedente del Imperio romano.
¿Pero cómo explicaba Dubs tal población de gente procedente del Imperio romano en el Imperio chino?. Los hechos históricos corroborables le seguían dando indicios y pistas al parecer muy firmes: En el año 53 a. C. las legiones romanas comandadas por el procónsul Marco Licinio Craso sufrieron una tremenda derrota ante el ejército parto, esto ocurrió en las cercanías de Carras (en las zonas fronterizas que hoy corresponden a las actuales Turquía e Irak), en la batalla de Carras unos 10.000 integrantes del ejército de Craso fueron aprisionados y esclavizados por los partos, como los legionarios eran soldados valiosos, a muchos de ellos se les obligó a servir como mercenarios del Imperio parto siendo deportados a un campamento en lo que hoy es la ciudad de Merv, en los límites nororientales del Imperio parto. La ciudad de Merv se encontraba en plena Ruta de la seda; aquí -supone Dubs- la mayoría de los legionarios romanos se fugó y ofreció sus servicios a los Xiongnu (a los legionarios confinados en Merv les era casi imposible regresar al Imperio romano, y el Imperio romano les había despojado de toda ciudadanía al haberse rendido y servido a su enemigo), y es entonces que en un combate al este de Taskent entre xiongnu (acaudillados por el jefe que las crónicas chinas llamaron Che Tien) y ejércitos chinos, que el general chino victorioso Chen Tan encuentra (supone Dubs) a un conjunto de mercenarios procedentes del imperio romano y que usan armas y tácticas romanas de combate, los mercenarios supervivientes fueron entonces reclutados por el Imperio chino e instalados en el poblado y fortificación fronterizo que se llamó Li-Chi-En -prácticamente aquí concluye Dubs su tesis-.
Parte de la actual población actual de Li Jien se considera oriunda de esos legionarios (cuya descendencia se habría mixogenizado con chinos, mongoles, tártaros etc); en efecto, la población de Li Jien presenta rasgos caucásicos junto con rasgos mongólidos; muchos de los habitantes de Li Jien poseen nariz algo aquilina, arcos superciliares elevados, zigomáticos relativamente poco pronunciados, cabello ligeramente ondulado con sección en "o" y de color con tonalidades rubias, bastante vello -y además relativamente claro- en el pecho y en las extremidades etc.
Sin embargo los estudios más recientes (especialmente los genéticos) indicarían que, en efecto, los habitantes de Li Jien tienen muchos ancestros caucásicos sin que esto signifique que tales ancestros procedan del Imperio romano, ya en la zona habitaron tocarios y wusun (paleoeuropeos), y la Ruta de la Seda además de un gran flujo comercial y cultural fue un área de gran flujo genético en ambas direcciones (de este a oeste y viceversa). las fechas de la batalla de Carrae y la supuesta posterior fundación de Li-Chi-En o Li Jien no parecen coincidir; es más los antiguos ideogramas a los cuales se les ha dado valor fonético significan "Imperio romano" y, por otra parte, "Territorio de caballos negros", ya que la zona en la cual se encuentra esta población china del Gansu era afamada por sus excelentes caballos esteparios descendientes de los caballos salvajes llamados tarpán. En resumen, en la actualidad casi todos los estudiosos descartan que Li Jien haya sido una población romana en el Imperio chino. Esto sin embargo no es óbice para que parte de los habitantes de la ciudad de Li Jien realice anualmente desfiles con atavío romano.